# アメリカ合衆国における政府閉鎖
アメリカ合衆国における政府閉鎖（アメリカがっしゅうこくにおけるせいふへいさ）は、次の会計年度の歳出法案が可決されず、あるいは特別措置が行われなかった場合に発生する。不足金請求禁止条項により、歳出法案をめぐる政治的行き詰まりにより予算が失効すると、連邦政府は政府機関の活動とサービスを縮小し、必須でない機関を閉鎖し、職員を一時帰休させねばならない。人命の安全や財産保護に関わる機関と職員のみ活動を許される。政府閉鎖は、連邦政府だけでなく、州や海外領土、地方の政府でも発生し、政府活動を中断させられる可能性がある。
1976年に連邦政府の予算と歳出のプロセスが制定されて以来、連邦予算において22件の資金不足が発生し、そのうち10件で職員を一時帰休させる事態となった。1980年に司法長官のベンジャミン・シヴィレッティが「資金不足が発生したら政府は閉鎖されるべきである」といった内容の法律意見書を発するまで、資金不足により政府が閉鎖されることはなかった。この意見書は、1980年代を通して一貫して実行されたわけではなかったが、1990年以降に発生した数時間以上の資金不足は、すべて政府閉鎖を引き起こした。
アメリカ史上で特筆すべき例としては、クリントン政権時代の1995年から1996年にかけて大規模な歳出削減への反対により発生した21日間の閉鎖、オバマ政権時代の2013年にオバマケアの施行をめぐる論争により発生した16日間の閉鎖、トランプ政権時代の2018年から2019年にかけてアメリカとメキシコの国境の壁（トランプの壁）の拡張費用の額をめぐる論争により発生した35日間の閉鎖（アメリカ史上最長の閉鎖となった）が挙げられる。
政府が閉鎖されると、（特に職員の不足により）国立公園と機関の閉鎖など、政府のサービスとプログラムが中断させられる事態となる。政府の歳入の損失は、職員の一時帰休による労働力の損失、閉鎖中に支払われるはずだった料金の損失によるものが大きい。また、閉鎖により、（閉鎖された期間に応じて）経済成長の大幅な低下が引き起こされる。2013年の政府閉鎖では、格付け機関のS&P グローバル・レーティングが10月16日に述べたところでは、閉鎖により経済から24億ドルが失われ、2013年第4四半期のGDP成長率が年換算で少なくとも0.6％減少したとされる。

## 州政府・海外領土政府
| 年   | 開始 | 終了 | 日数      | 州・海外領土       | 出典          |
| ---- | ---- | ---- | --------- | ------------------ | ------------- |
| 1991 | 7/1  | 7/17 | 17        | メイン州           | [ 8 ]         |
| 1991 | 7/1  | 8/23 | 54        | コネチカット州     | [ 8 ]         |
| 1991 | 7/2  | 8/3  | 34        | ペンシルベニア州   | [ 8 ]         |
| 1992 | 7/1  | 9/1  | 63        | カリフォルニア州   | [ 9 ]         |
| 2002 | 7/1  | 7/3  | 3         | テネシー州         | [ 8 ] [ 10 ]  |
| 2005 | 7/1  | 7/9  | 9         | ミネソタ州         | [ 11 ]        |
| 2006 | 5/1  | 5/13 | 13        | プエルトリコ       | [ 12 ]        |
| 2006 | 7/1  | 7/8  | 8         | ニュージャージー州 | [ 13 ]        |
| 2007 | 10/1 | 10/1 | 2 (4時間) | ミシガン州         | [ 14 ]        |
| 2007 | 7/11 | 7/12 | 1 (6時間) | ペンシルベニア州   | [ 15 ] [ 16 ] |
| 2009 | 10/1 | 10/1 | 1 (6時間) | ミシガン州         | [ 17 ]        |
| 2011 | 7/1  | 7/20 | 20        | ミネソタ州         | [ 8 ]         |
| 2017 | 7/1  | 7/4  | 3         | ニュージャージー州 | [ 18 ] [ 19 ] |
| 2017 | 7/1  | 7/4  | 4         | メイン州           | [ 20 ]        |

## 郡政府
| 年   | 開始 | 終了 | 日数 | 郡       | 出典                 |
| ---- | ---- | ---- | ---- | -------- | -------------------- |
| 2005 | 2/7  | 2/7  | 1    | エリー郡 | [ 21 ] [ 22 ] [ 23 ] |